# Ciudad Bolívar
În trecut, localitatea a purtat numele de "Angostura" și de "Sf. Toma din Guyana". 
Ciudad Bolívar este capitala statului Bolívar, un oraș din Venezuela, având o suprafață de 591 km², cu peste 350.691 locuitori (2010), fondat în 1595.  